# Girella nigricans
Girella nigricans és una espècie de peix pertanyent a la família dels kifòsids.

## Descripció
- Pot arribar a fer 66 cm de llargària màxima.
- És capaç de respirar aire quan és fora de l'aigua.[3][4][5][6][7]

## Reproducció
És un reproductor pelàgic.

## Alimentació
Menja principalment algues i, de tant en tant, invertebrats.

## Depredadors
Als Estats Units és depredat pel lleó marí de Califòrnia (Zalophus californianus).

## Hàbitat
És un peix marí, bentopelàgic i de clima subtropical (38°N-23°N) que viu entre 2 i 30 m de fondària (normalment, entre 2 i 6).

## Distribució geogràfica
Es troba al Pacífic oriental central: des de San Francisco (Califòrnia, els Estats Units) fins al sud de la Baixa Califòrnia (Mèxic).

## Longevitat
La seua esperança de vida és de 10 anys.

## Ús comercial
És una espècie popular entre els practicants de la pesca esportiva i es comercialitza fresc.

## Observacions
És inofensiu per als humans.